# Prospero Colonna (1672-1743)
Prospero Colonna (Marino, 27 de noviembre de 1672 - ib., 4 de marzo de 1743) fue un eclesiástico italiano. 
Nacido en el seno de la noble y antigua familia Colonna como hijo del patricio Filippo Colonna y de Cleria Cesarini, y doctorado en la Sapienza de Roma, a los 22 años fue nombrado protonotario apostólico; en tiempos de Clemente XI ofició como vicelegado en Ferrara y entró como clérigo de la Cámara Apostólica, de la que fue designado auditor ya con Inocencio XIII. 
Clemente XII le creó cardenal con título de San Angelo in Pescheria en el consistorio celebrado en septiembre de 1739, en cuya dignidad formó parte de la Congregación de la Consulta y de la de la Fábrica de San Pedro, y participó en el cónclave de 1740 en que fue elegido papa Benedicto XIV. 
Fallecido en Roma de una apoplejía a los 70 años de edad, fue sepultado en la capilla familiar en el coro de la Archibasílica de San Juan de Letrán. 